# Modelo de precificação de ativos financeiros
O Modelo de Precificação de Ativos Financeiros (MPAF), mais conhecido mundialmente pela sigla em inglês CAPM (Capital Asset Pricing Model), é utilizado em finanças para determinar a taxa de retorno teórica apropriada de um determinado ativo em relação a uma carteira de mercado perfeitamente diversificada. O modelo leva em consideração a sensibilidade do ativo ao risco não-diversificável (também conhecido como risco sistêmico ou risco de mercado), representado pela variável conhecida como índice beta ou coeficiente beta (β), assim como o retorno esperado do mercado e o retorno esperado de um ativo teoricamente livre de riscos.
Segundo o CAPM, o custo de capital corresponde à taxa de rentabilidade exigida pelos investidores como compensação pelo risco de mercado ao qual estão expostos. O CAPM considera que, num mercado competitivo, o prêmio de risco varia proporcionalmente ao Risco não diversificável que é o Beta (β).
Na sua forma simples o modelo prevê que o prêmio de risco esperado, dado pelo retorno esperado acima da taxa isenta de risco, é proporcional ao risco não diversificável, chamado de β (Beta). Este é dado pelo quociente entre a covariância do retorno do ativo com o retorno do portfólio composto por todos os ativos no mercado dividido pela variancia do mercado (portfolio).  Todos os investidores têm idênticas expectativas quanto às médias, variâncias e covariâncias dos retornos dos diferentes ativos no fim do período, isto é, têm expectativas homogêneas quanto à distribuição conjunta dos retornos.
O modelo foi criado por Jack Treynor, William Forsyth Sharpe, John Lintner e Jan Mossin, independentemente, baseado no trabalho de Harry Markowitz sobre diversificação e teoria moderna de portfólio. Sharpe foi o vencedor do Prêmio Nobel de Economia do ano de 1990, juntamente com Markowitz e Merton Miller, por sua contribuição ao campo de finanças.

## A fórmula
O CAPM é um modelo de precificação de ativos tomados individualmente ou de carteiras de ativos. No primeiro caso, fazemos uso da Linha do Mercado de Ativos, conhecida pela sigla em inglês SML (Security Market Line), e de sua relação com retorno esperado e risco sistemático (beta) para entender como o mercado deve precificar ativos individualmente em relação à classe de riscos a que pertencem. A linha do SML nos possibilita calcular a taxa risco/retorno de qualquer ativo em relação ao mercado como um todo.
Assim, quando a taxa de retorno esperada para qualquer ativo é deflacionada pelo seu coeficiente beta, o excesso de retorno em relação ao risco para qualquer ativo individual no mercado é igual ao excesso de retorno do mercado:
{\displaystyle {\frac {E(R_{i})-R_{f}}{\beta _{im}}}=E(R_{m})-R_{f}},
O excesso de retorno do mercado é efetivamente o prêmio de risco de mercado. Rearranjando a equação anterior e isolando {\displaystyle E(Ri)}, obtém-se a equação do modelo:
{\displaystyle E(R_{i})=R_{f}+\beta _{im}(E(R_{m})-R_{f}).\,}
Onde:
- {\displaystyle E(R_{i})~~} é o retorno esperado do ativo
- {\displaystyle R_{f}~} é a taxa de juros livre de riscos
- {\displaystyle \beta _{im}~~} é o coeficiente beta, que representa a sensibilidade dos retornos do ativo em relação aos do mercado, ou também {\displaystyle \beta _{im}={\frac {\mathrm {Cov} (R_{i},R_{m})}{\mathrm {Var} (R_{m})}}},
- {\displaystyle E(R_{m})~} é o retorno esperado do mercado
- {\displaystyle E(R_{m})-R_{f}~} é por vezes chamado de prêmio de mercado ou prêmio de risco, e representa a diferença entre a taxa de retorno esperada do mercado e a taxa de retorno livre de riscos.

Este modelo tem uma aplicação restrita porque só serve para empresas cotadas. Convém referir que em cada país por norma há mais empresas não cotadas do que cotadas, e para além disso, nem todos os países têm um mercado de capitais eficiente, de forma a que os preços de cotação reflictam a todo o momento a percepção que os accionistas têm da empresa. A consciencialização deste inconveniente por parte dos financeiros levou a que procurassem estimar o beta através dos dados contabilísticos. Os precursores desta orientação são Beaver, Kettler e Scholes, procurando estimar a sensibilidade dos resultados da empresa às variações de um agregado económico de todas as empresas:
beta contabilístico = variação dos resultados da empresa/variação dos resultados agregados
Um beta contabilístico menor que 1 significa que a variação dos resultados da empresa é inferior à média das outras empresas. Então se os resultados agregados variarem 1%, a empresa tem uma variação de resultados inferior a 1%.
Outro dos inconvenientes do CAPM é basear-se em pressupostos simplistas. Assim procura explicar comportamentos complexos através de uma única variável.

## Avaliação de empresas usando CAPM
A definição do custo dos capitais próprios é determinante para a realização de investimentos eficientes e para o bem-estar dos consumidores. Um custo demasiado alto obriga os consumidores a pagar preços superiores aos preços competitivos gerando uma perda de bem-estar social. Um valor muito baixo vai permitir aos consumidores beneficiarem de um preço mais baixo no curto prazo, no entanto investimentos eficientes não são feitos o que cria um nível de concorrência em infra-estruturas sub-óptimo.
Os modelos mais utilizados para estimar o custo dos capitais próprios, ou seja, a rentabilidade que os investidores exigem para suportar o risco sistemático de investir na empresa, são:
- CAPM (Capital Asset Pricing Method) - é um modelo que explica a diferença no risco e rentabilidade entre as várias empresas através de um único factor: a correlação com o mercado.
- APT (Arbitrage Pricing Theory) - esta teoria defende que a rendibilidade é explicada por vários factores, nomeadamente influências macroeconómicas como a volatilidade dos preços do petróleo, taxas de juro, taxas de câmbio, etc…
- Fama-French Three Factor Model - este modelo é um caso particular do anterior, dado que utiliza três factores: um factor de mercado, um factor relacionado com o tamanho da empresa e outro de valores de mercado.
Em geral, o modelo mais utilizado é o CAPM, dado que tem uma base teórica mais clara e a sua implementação é mais simples.
Pressupostos do CAPM
- Os investimentos em Bilhetes de Tesouro (BT's) estão isentos de risco;
- As probabilidades de insolvência dos BT's são minímas, mas não garantem rentabilidade real, devido ao risco da inflação;
- O risco total decompõe-se em dois tipos: risco específico e risco de mercado;
- Os investidores podem reduzir o risco do investimento através da diversificação; e,
- Os investidores podem endividar-se a uma taxa de juro igual aquela que obtêm pelos empréstimos que realizam.

Custo Capital Próprio = Taxa sem risco + β* Premio Risco
Dados para o CAPM
(a) Taxa de juro sem risco
(b) Prêmio de risco; e,
(c) beta dos activos em análise
A) A Taxa de Juro sem Risco
- Para os activos sem risco, a rendibilidade actual é igual à rendibilidade esperada. Correspondem aos activos em que não há variância na rendibilidade esperada.
- Pode usar-se a taxa de juro de longo prazo dos títulos de dívida pública (Obrigações de Tesouro - OT).
- Embora as OT's estejam sujeitas ao risco da taxa de juro são os títulos que têm menor risco total.

B) Estimação Prática dos Prêmios de Risco
- O prêmio de risco é a remuneração que os investidores exigem para investirem numa aplicação de risco médio, em relação a investimentos sem risco.
- Teoricamente, podemos questionar os investidores sobre os prêmios desejados e calcular um prêmio médio.
- A aproximação tradicional assume que o prêmio ao longo dos anos é igual ao prêmio esperado, calculado com base em dados históricos.
- Uma forma alternativa é estimar o prêmio usado no momento sobre os preços dos activos.

C) Estimação do Beta
- O Beta é estimado a partir do modelo geral do CAPM:

{\displaystyle r_{e}-r_{f}=\beta (r_{m}-r_{f})}
- Esta expressão pode transformar-se numa regressão linear simples do tipo:

{\displaystyle Y=a+bX}
- A forma mais simples de estimar o beta dos CP é através da regressão linear simples entre a rendibilidade das acções da empresa (re - var. dependente) e a rendibilidade do mercado (rm - Var.independente):

- {\displaystyle re=a+b.R_{m}}

- Modelo de Mercado: O Declive da regressão corresponde ao beta da ação e mede o risco da ação.

Este modelo postula que o custo de oportunidade dos capitais próprios é igual à taxa de remuneração que é possível obter em investimentos sem risco, acrescido de um prêmio de risco.
Este prêmio de risco é o prêmio de risco de mercado ajustado por um coeficiente β.
O prêmio de risco do mercado corresponde à diferença entre a taxa de rendimento proporcionada pelo mercado e a que é proporcionada pelos investimentos sem risco. Corresponde, basicamente, a uma previsão dos rendimentos que os investidores irão exigir no futuro para aplicarem o seu capital no mercado de ações.
O β reflete o risco sistemático de um determinado sector de atividade relativamente ao risco de mercado, ou, dito de outro modo, reflete a volatilidade da remuneração proporcionada pela empresa, face à remuneração do mercado no seu conjunto, assumindo que a empresa é totalmente financiada por capitais próprios.

## Ver Também
- Teoria do portfólio
- Hipótese de eficiência de mercado